# Giorgio Pressburger

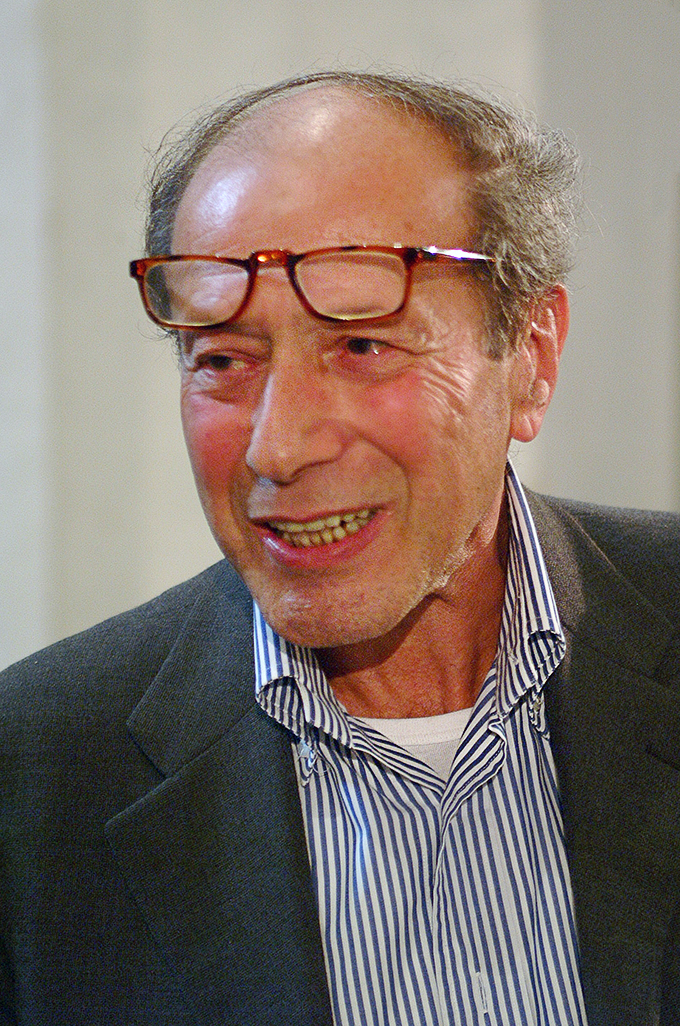
Giorgio Pressburger (2001)

Giorgio Pressburger (geboren 21. April 1937 in Budapest, Ungarn als György Pressburger; gestorben 5. Oktober 2017 in Triest, Italien) war ein italienischer Theaterregisseur und Autor ungarischer Herkunft.

## Leben und Karriere
Pressburger überlebte als Kind den Holocaust im von den Deutschen besetzten Ungarn. Er floh 1956 nach dem ungarischen Volksaufstand und der sowjetischen Invasion mit seinem Bruder aus seinem Heimatland nach Italien, wo er Kurse an der Accademia d’Arte Drammatica in Rom belegte und schließlich im Regiefach diplomierte. Von 1962 an machte er sich einen Namen als Bühnenregisseur von Stücken historischer und zeitgenössischer Dramatiker, von Goldoni bis Pasolini, von Äschylos bis Bohumil Hrabal. Auch eigene Stücke präsentierte er dem Publikum. Neben dem Musiktheater war Pressburger auch als Hörspiel- und Fernsehregisseur aktiv. Er schrieb Romane und war als Lehrbeauftragter für Regie an der „Accademia“ tätig sowie als Direktor des „Istituto Italiano di Cultura“ in Budapest. 1981 brachte er das Pasolini-Stück Calderón in einer Kinoversion auf die Leinwand und 2011 drehte er Dietro il buio.
Pressburger kandidierte bei der Europawahl 2009 als Kandidat für Italia dei Valori. Er sprach neben ungarisch und italienisch auch deutsch, französisch, englisch, russisch und slowenisch.
Für sein literarisches Schaffen wurde er mit mehreren Preisen ausgezeichnet.

## Filmografie (Auswahl)
- 1981: Calderón
- 2011: Dietro il buio

## Bücher (Auswahl)
- mit Nicola Pressburger: Storie dell' ottavo distretto
  - Die Gesetzestafeln der Selma Grün. Geschichten aus dem achten Bezirk. Übersetzung Michaela Wunderle. Frankfurt am Main: Verl. Neue Kritik, 1989
- mit Nicola Pressburger: L'elefante verde
  - Der grüne Elefant. Übersetzung Michaela Wunderle. Frankfurt am Main: Verl. Neue Kritik, 1990
- La legge degli spazi bianchi
  - Das Gesetz der weißen Räume. Übersetzung Michaela Wunderle. Frankfurt am Main: Verl. Neue Kritik, 1994
- Denti e spie.
  - Zähne und Spione. Übersetzung Ulrich Hartmann. Freiburg: Beck und Glückler, 1995
- I due gemelli
  - Die beiden Zwillinge. Roman. Übersetzung  Christiane von Bechtolsheim. Bergisch Gladbach: Ed. Lübbe, 1998